# Dolge Njive (Gorenja vas – Poljane, Slovenija)
Dolge Njive je naselje u slovenskoj Općini Gorenjoj vasi - Poljane. Dolge Njive se nalazi u pokrajini Gorenjskoj i statističkoj regiji Gorenjskoj. 

## Stanovništvo
Prema popisu stanovništva iz 2002. godine naselje je imalo 59 stanovnika.